# День студента (Болгарія)
Студентське свято відзначається в Болгарії 8 грудня з 1916 року. В цей день відзначається також свято Софійського університету Св. Климента Охридського.

## Історія
Свято виникає в 1902 році як день Софійського університету. Спочатку цей день урочисто відзначали 25 листопада — в день святого Климента Охридського, одного з семи святих і покровителя Софійського університету, який традиційно вважається покровителем болгарської вищої освіти. 31 березня 1916 року болгарська адміністрація переходить на Григоріанський календар. Болгарська ж православна церква продовжувала до 1968 року використовувати Юліанський календар, тож дата свята зсувається на 13 днів уперед і відзначається 8 грудня.
Так з роками найстаріший і престижний вищий навчальний заклад у Болгарії створює і затверджує 8 грудня, як символічну дату університетської святковості.
Святкування було скасовано 1944 року і замінено на 17 листопада, Міжнародний день студентів.
У 1962 році святкування свята студентів 8 грудня було відновлено. Дата свята не змінилася й після того, як Болгарська православна церква перейшла на новоюліанський календар (1968 рік) і день пам'яті Климента Охридського став знову відзначатися 25 листопада.
Цей вихідний зазвичай використовується студентами для святкових вечер і нічних гулянь, в яких беруть участь студенти потоку або групи. Переважно 8 грудня організовуються одно- або кількаденні екскурсії на курорти за межами міста відповідного вишу.